# Bédar
Pour les articles homonymes, voir Bedar.
Bédar est une commune du sud-est de l'Espagne, dans la province d'Almería, communauté autonome d'Andalousie.

## Géographie

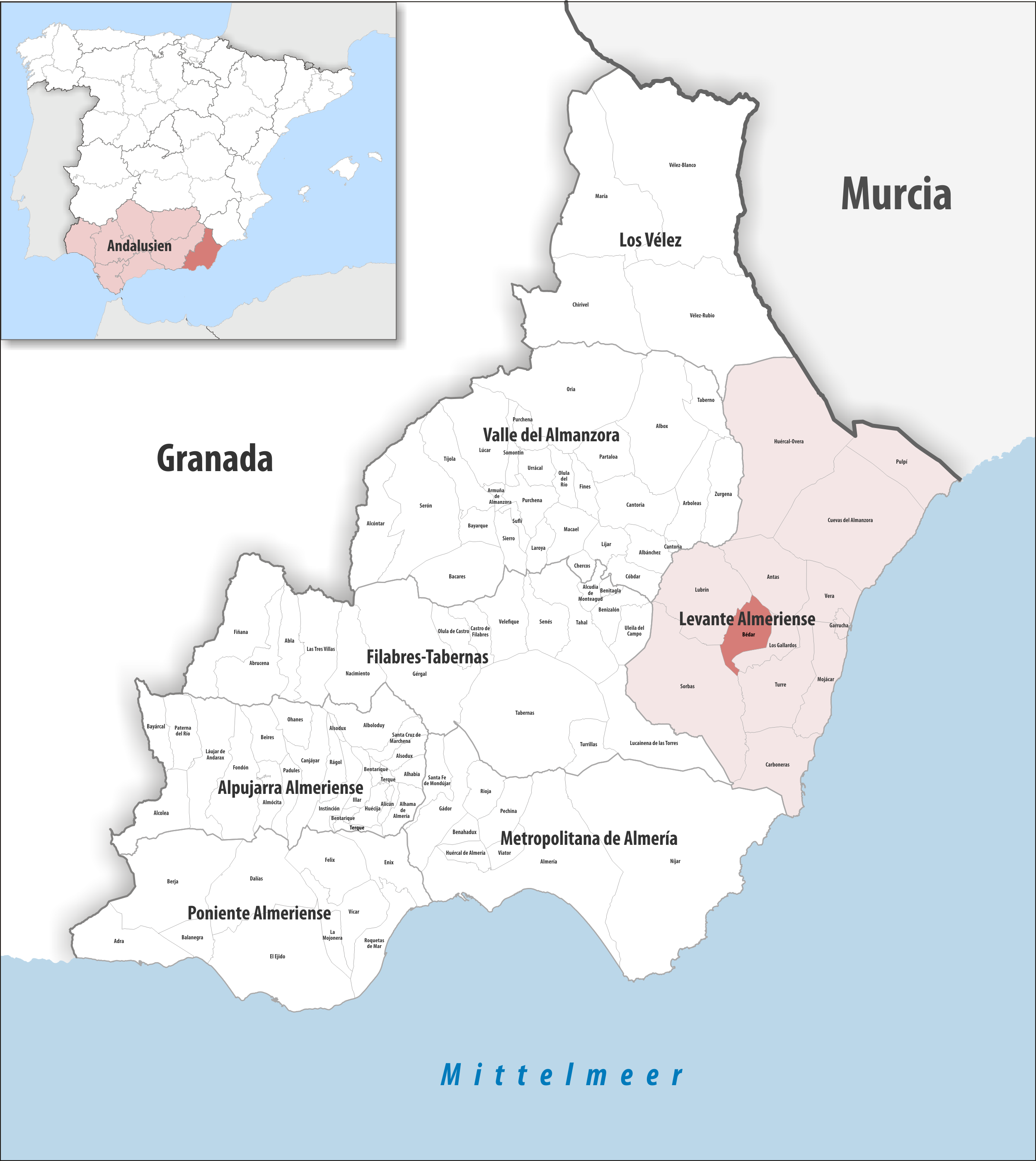
Bédar dans la comarque Levante almeriense, province d'Almería / en Andalousie

### Localisation
La commune de Bédar se trouve dans l'est de la province d'Almería et à peu près au centre de la comarque Levante almeriense.
Almería est à 83 km sud-ouest ;
Madrid à 547 km nord-nord-ouest ;
Gibraltar à 421 km ouest-sud-ouest (distances par route).

### Hydrographie

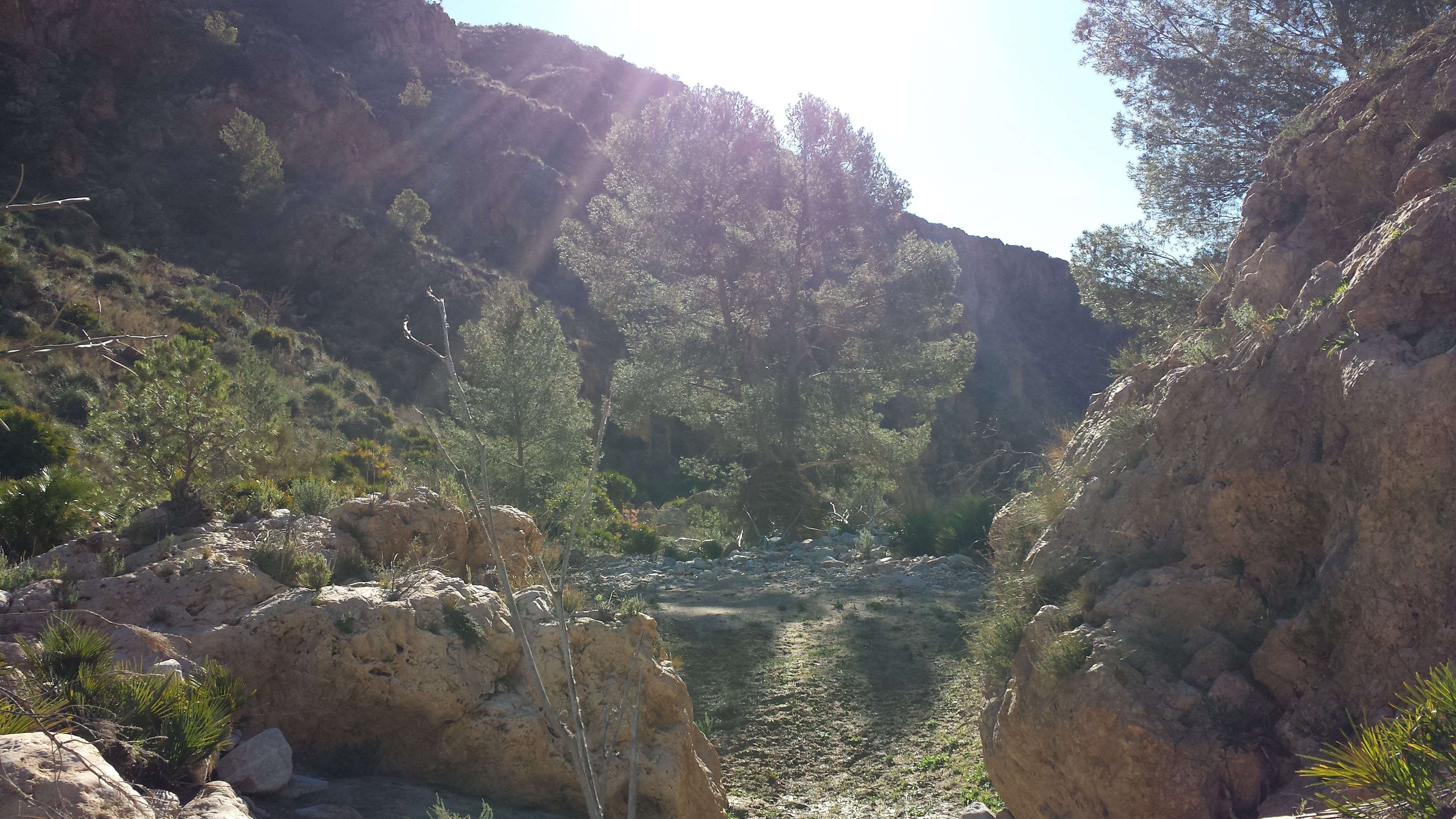
Jauto à Bédar

La rivière Jauto (es), affluent de l'Aguas (es), traverse la commune.

## Histoire
Durant le XIXe siècle, la petite cité profita de l'industrie minière (plomb…) et connut un développement démographique important. Il en reste une nombre impressionnant de mines et installations associées sur la commune, la plupart désaffectées. Dans la rue San Gregorio il y a un monument aux mineurs en vue de la mer à l'horizon.

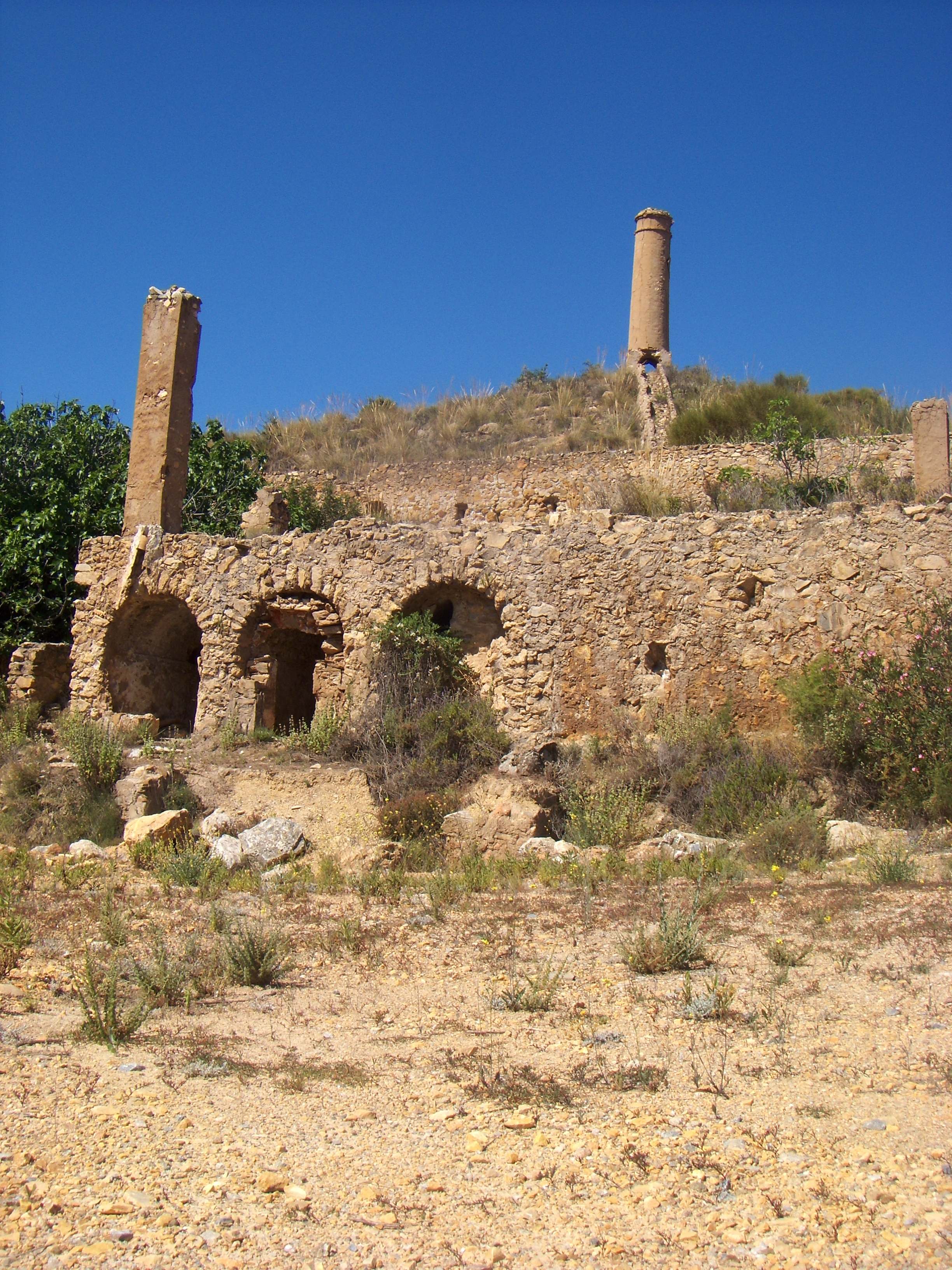
Vestiges de la fonderie Carmen, à El Pinar
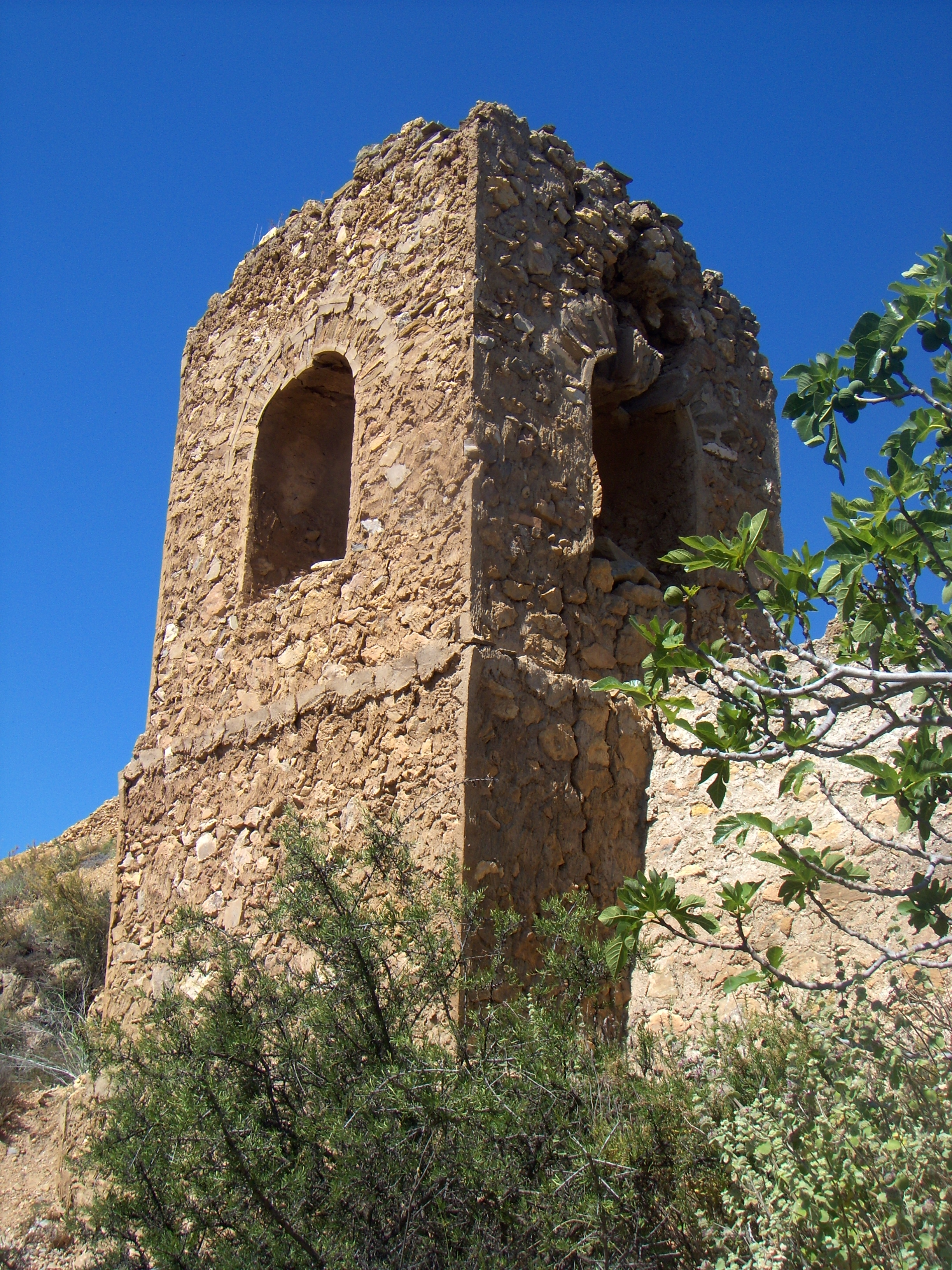
Vestiges de la fonderie Carmen, à El Pinar
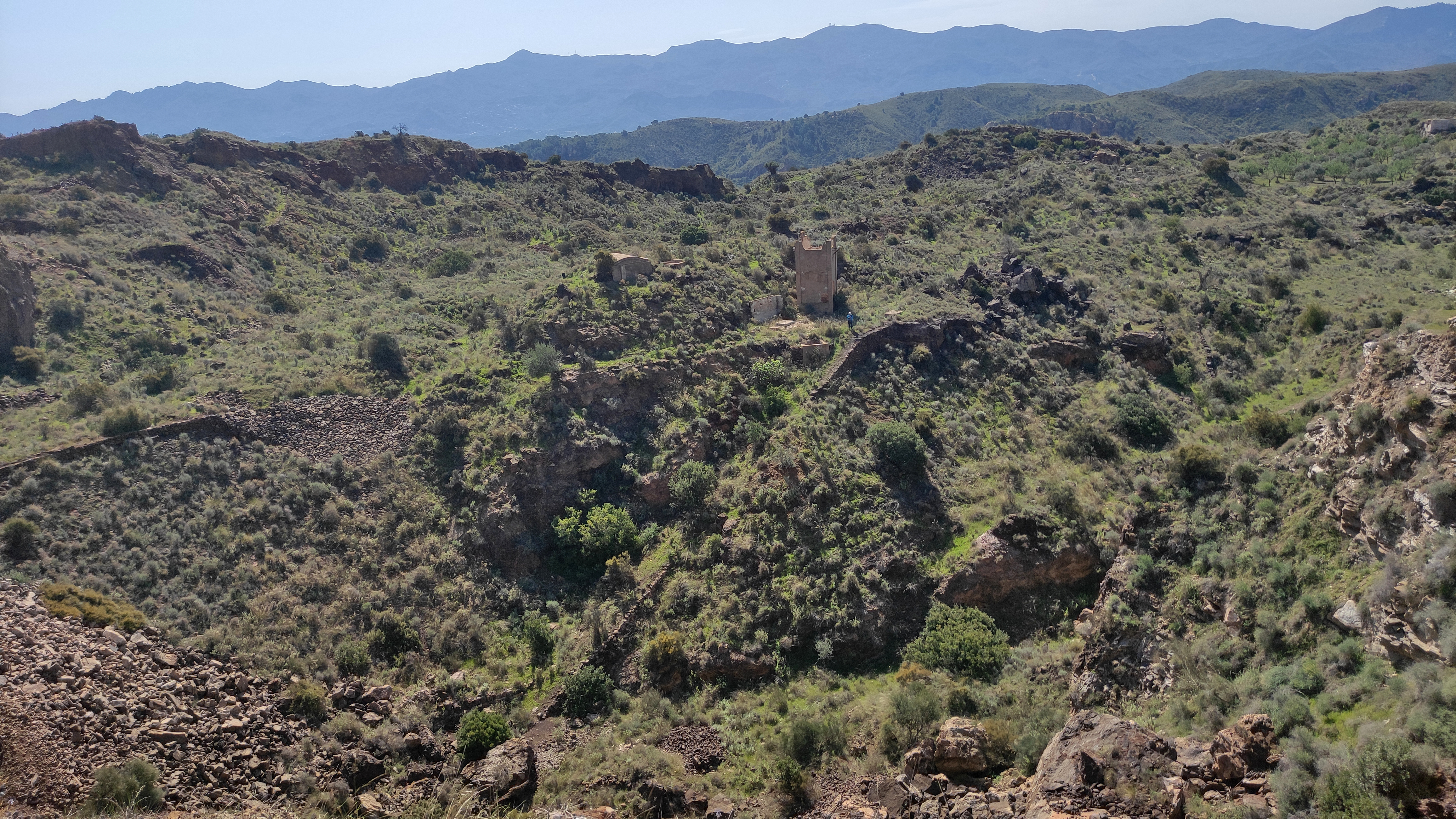
Installations extérieures du "puits Jupiter" (hoyo Jupiter)
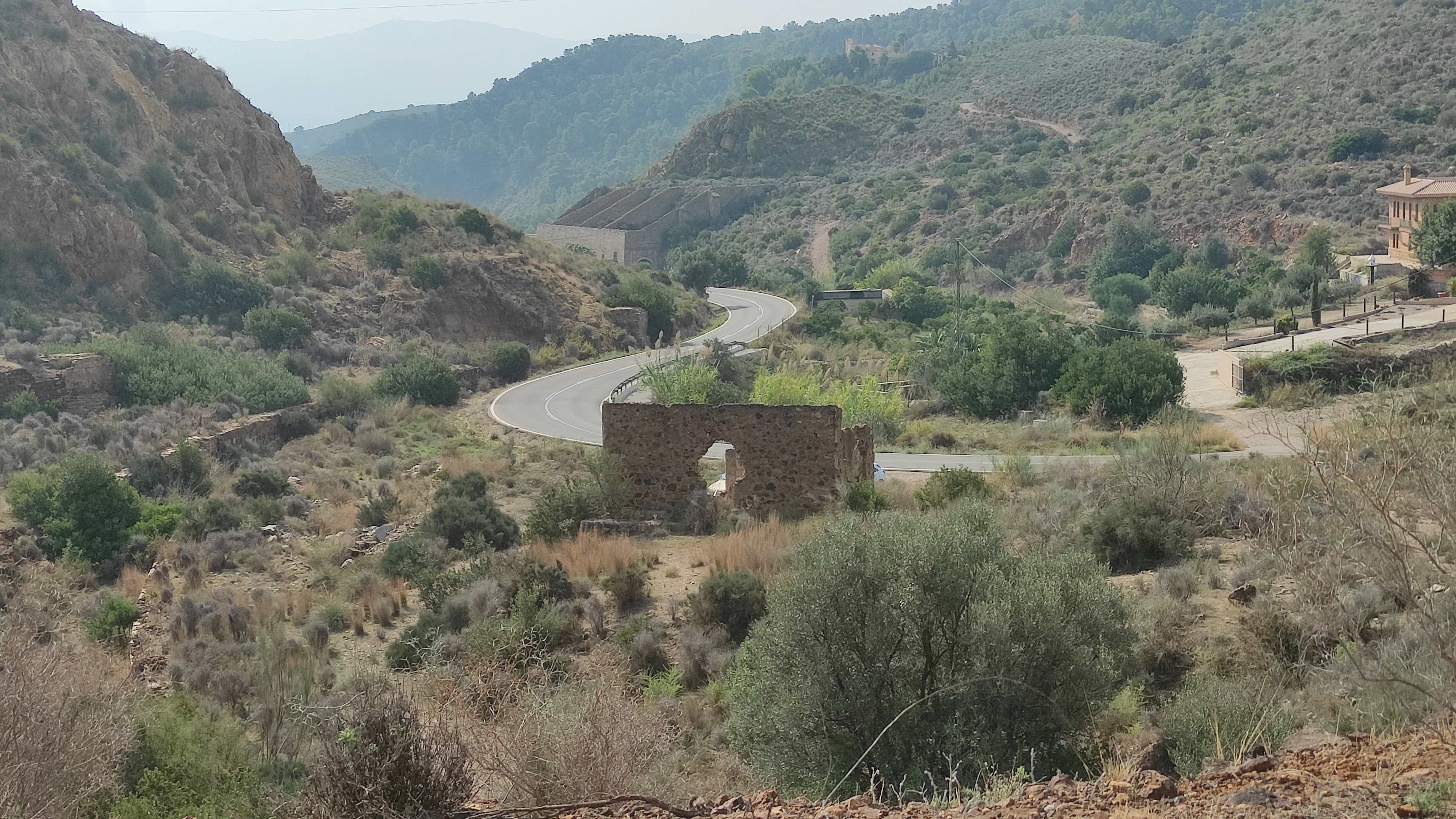
Station de chargement de la mine Mulata, et en arrière-plan celle de Tres Amigos
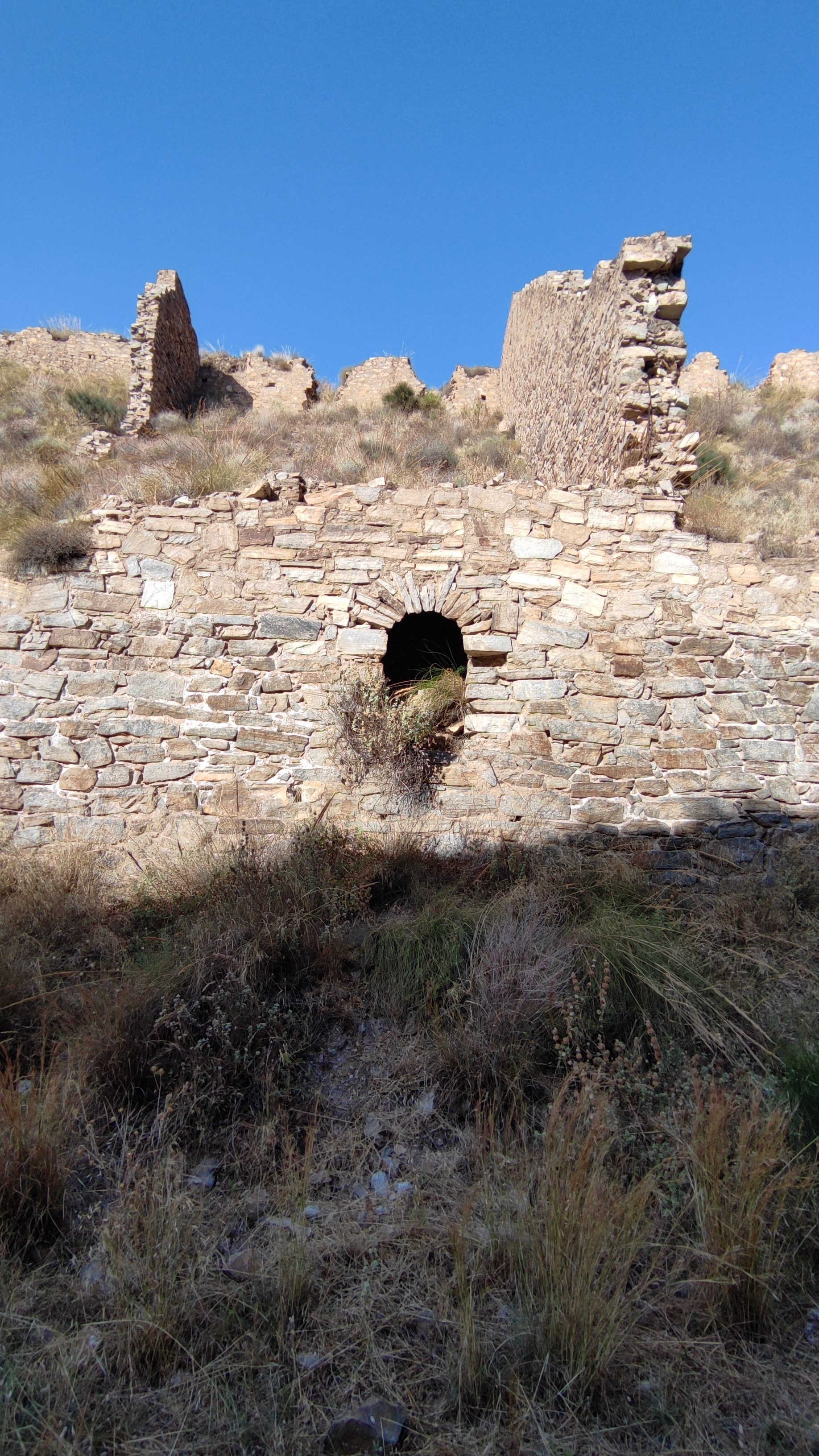
Trémies de chargement du minerai
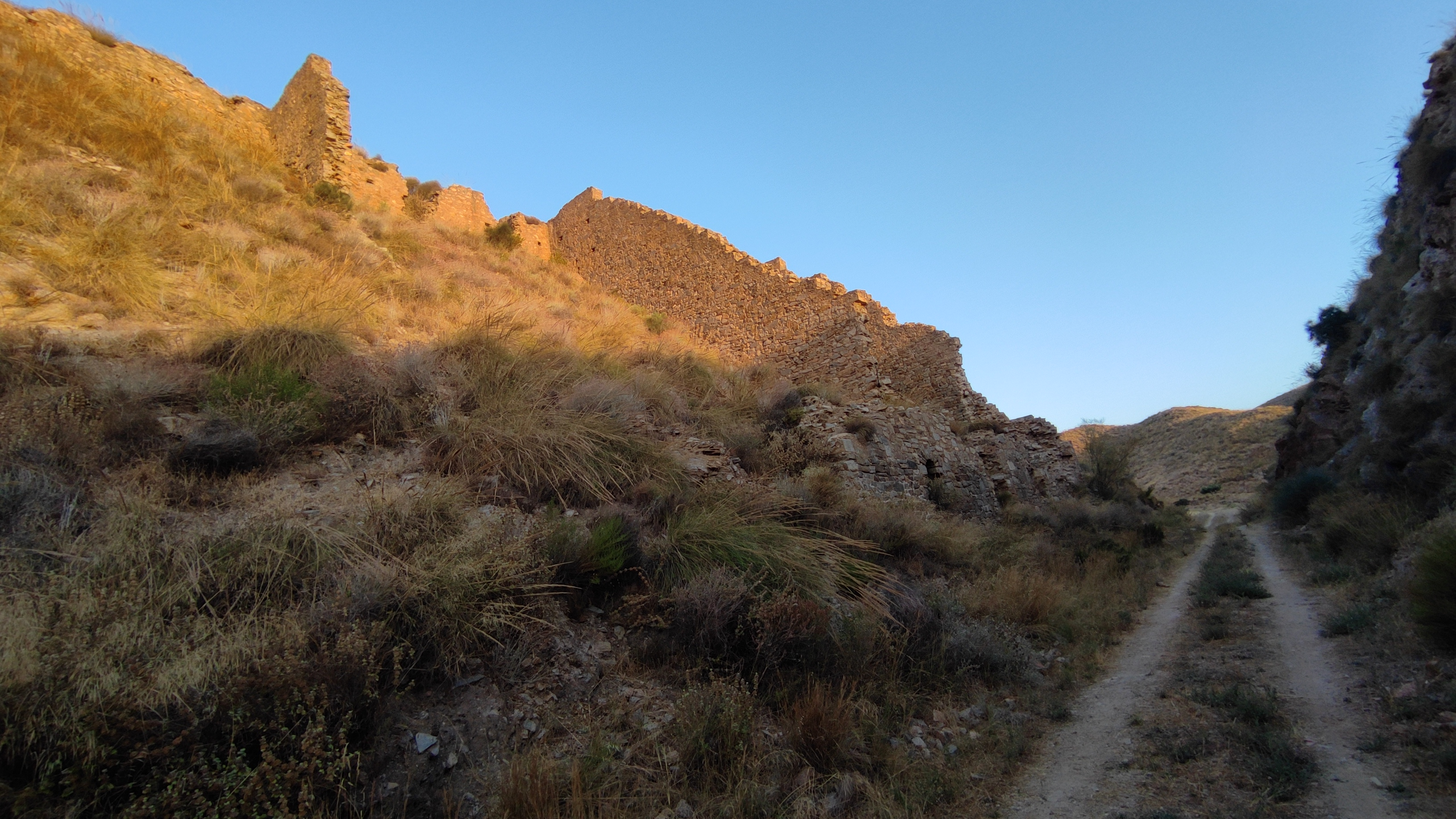
Trémies de chargement, vues de  profil
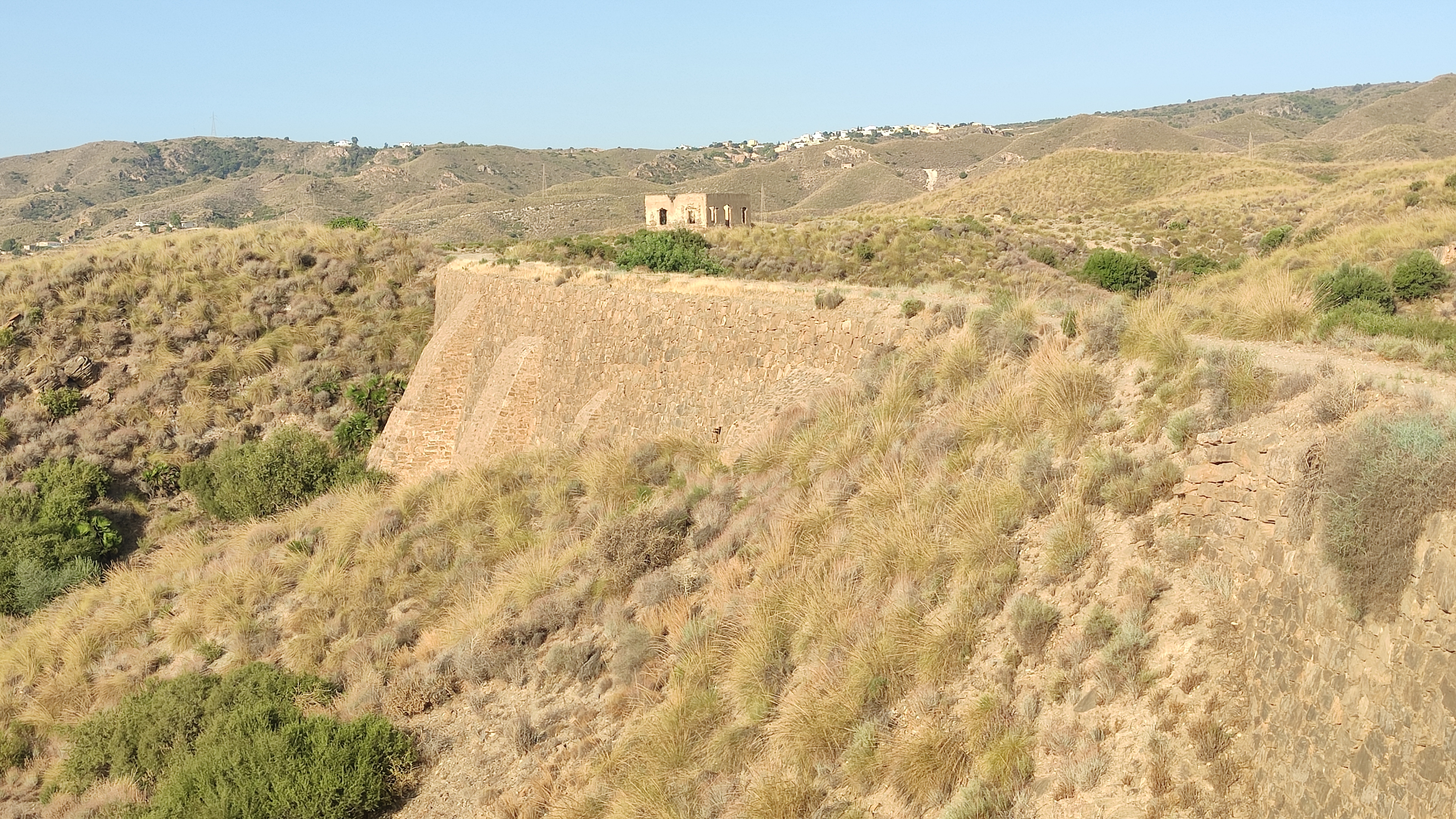
Remblais du chemin de fer Bédar - Garrucha
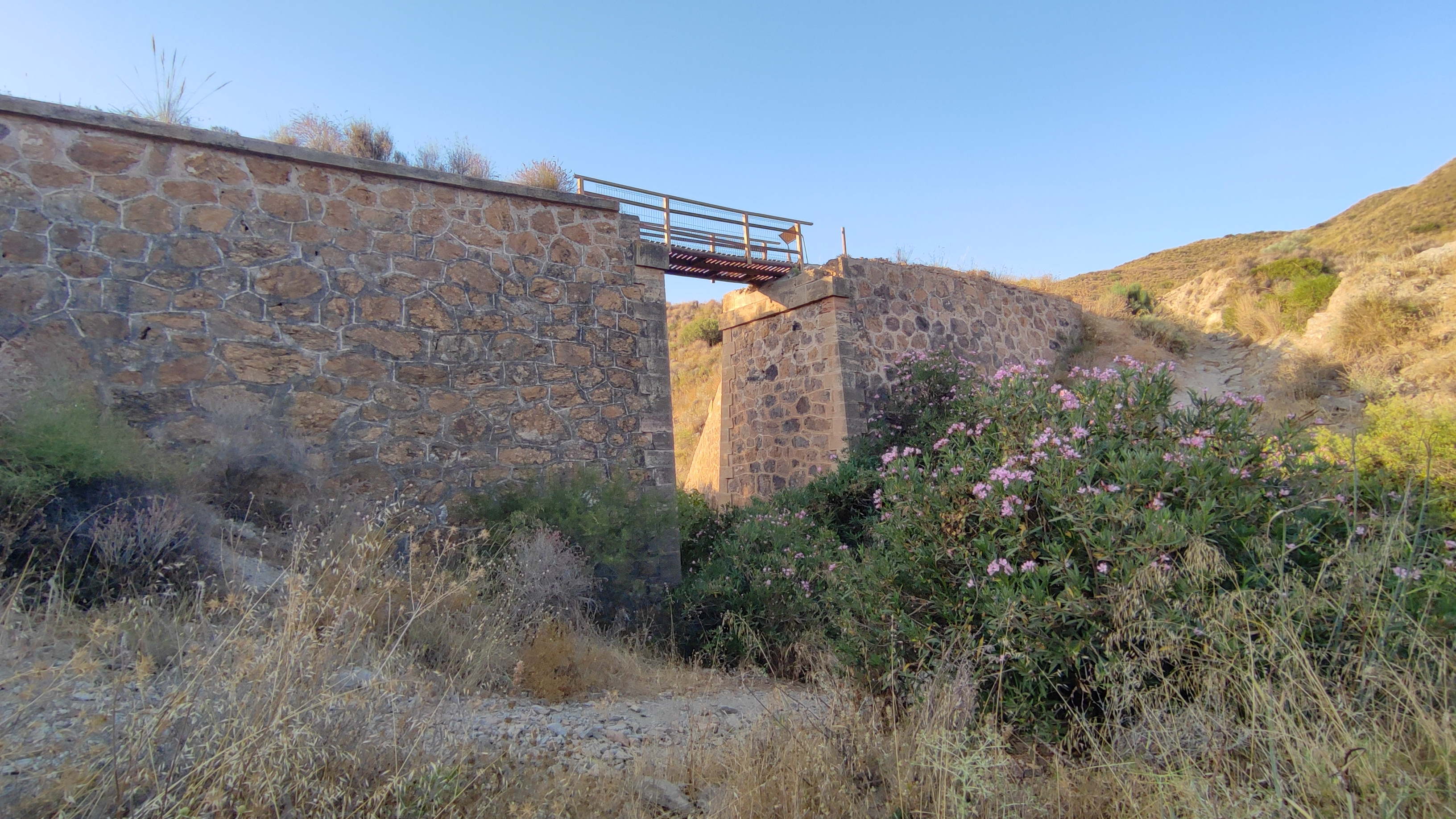
Pont du chemin de fer Bédar - Garrucha
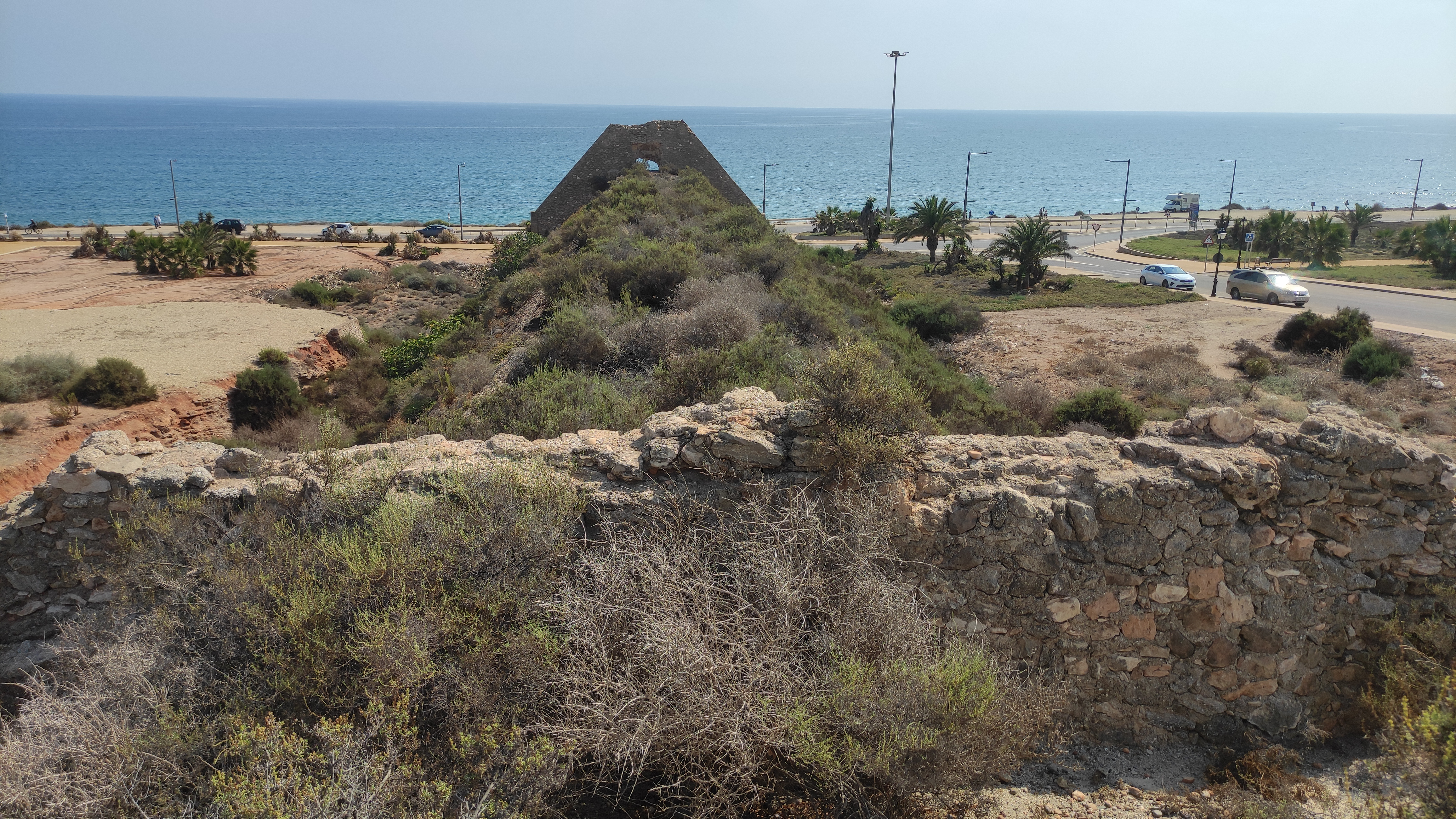
Quai de déchargement à Garrucha
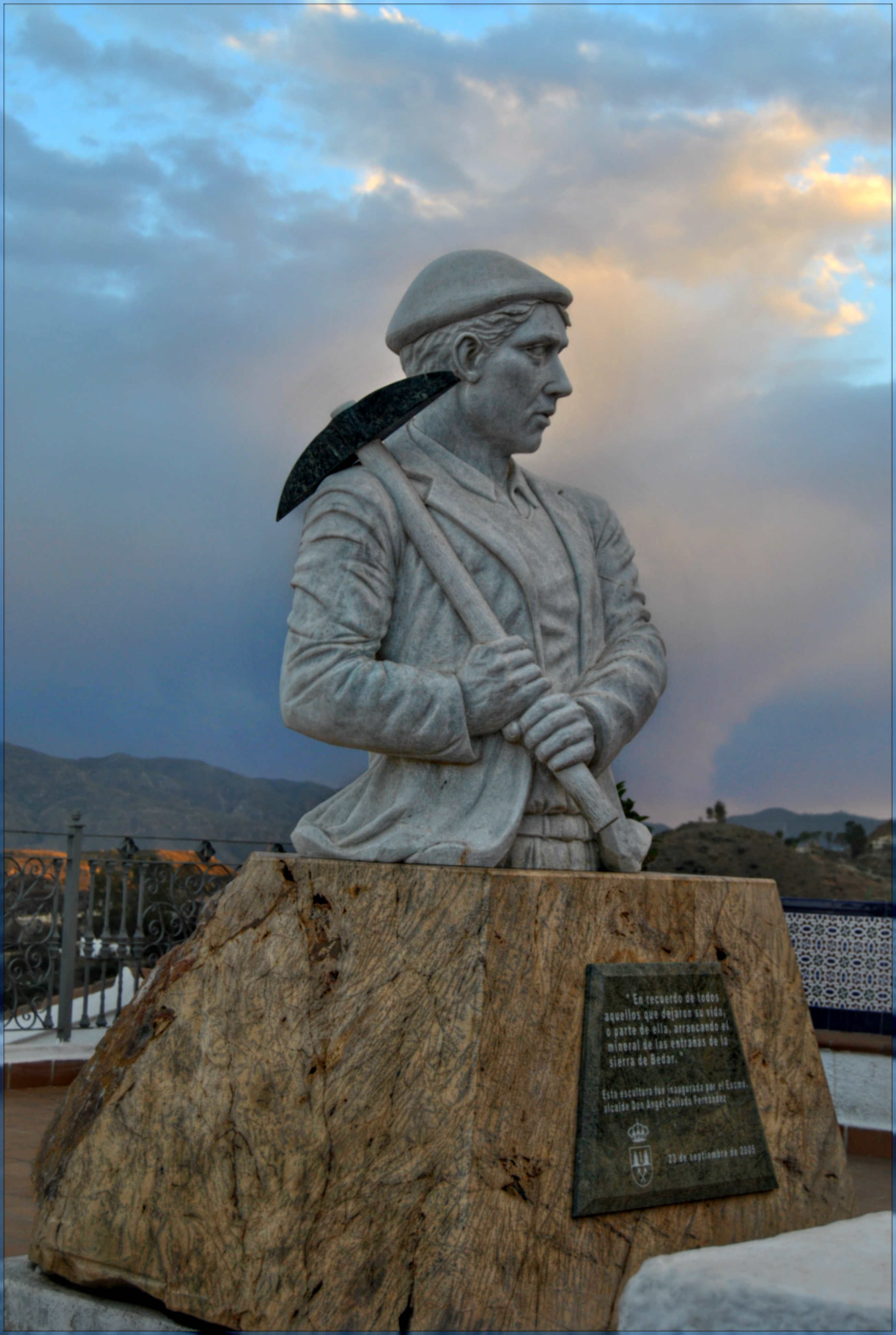
Statue dédiée au mineurs de Bédar

Au XXIe siècle, elle héberge un centre bouddhiste tibétain nyingmapa de retraite de la Communauté Rigdzin dirigée par Rigdzin Namkha Gyatso Rinpoché.

## Administration
| Période                                  | Période | Identité | Étiquette | Qualité |
| ---------------------------------------- | ------- | -------- | --------- | ------- |
| N/A                                      | N/A     | N/A      | N/A       | Maire   |
| Les données manquantes sont à compléter. |         |          |           |         |

## Personnalités liées à la ville
- Antonio Mulero Guerrero (1904-1941), combattant de la guerre d'Espagne, mort dans le camp de concentration nazi de Gusen en Autriche[5], né à Bédar ;
- Juan López Carvajal (1914-2011), combattant de la guerre d'Espagne, exilé en France durant la dictature franquiste, fiancé de la soldate Pepita Laguarda Batet[6], né à Bédar ;
- Antoine Martinez (1930-2016), cycliste[7], né à Bédar.